# Fort Wayne General Electrics
I Fort Wayne General Electrics furono una squadra professionistica di pallacanestro attiva in National Basketball League nella sola stagione 1937-38. In precedenza la squadra, allenata dal fondatore di Ray Lindemuth e sponsorizzata dalla General Electrics, aveva militato una stagione in Midwest Basketball Conference. Nel 1947-1948 disputarono la prima stagione della National Industrial Basketball League.

## Stagioni
| Stagione | Lega | Denominazione                | V  | P | %    | Piazzamento | Play-off |
| -------- | ---- | ---------------------------- | -- | - | ---- | ----------- | -------- |
| 1937-38  | NBL  | Fort Wayne General Electrics | 13 | 7 | 65,0 | 3º          | -        |